# Franciszek Targowski (podpułkownik)
Franciszek Mieczysław Targowski (ur. 22 grudnia 1895 w Zawierciu, zm. po 19 kwietnia 1967) – podpułkownik piechoty Wojska Polskiego, działacz niepodległościowy, kawaler Orderu Virtuti Militari.

## Życiorys
Urodził się 22 grudnia 1895 w Zawierciu, w ówczesnym powiecie będzińskim, guberni piotrkowskiej, w rodzinie Karola i Marii z Gregorackich. Był młodszym bratem Stanisława (1893–1940), majora broni pancernych, kawalera Orderu Virtuti Militari, zamordowanego w Charkowie. Uczył się w Częstochowie, gdzie ukończył sześć klas gimnazjum.
13 kwietnia 1915 wstąpił do Legionów Polskich. Służył w 12. kompanii III baonu 6 pułku piechoty. Od końca września tego roku walczył na froncie wołyńskim. 7 października 1915 awansował na plutonowego. W lipcu 1917, po kryzysie przysięgowym, został osadzony w obozie internowania w Szczypiornie, a później w Łomży. Po uwolnieniu wstąpił do Polskiej Siły Zbrojnej i został wcielony do 2 pułku piechoty, który w styczniu 1919 został przemianowany na 8 pułk piechoty Legionów. W jego szeregach walczył na wojnie z Ukraińcami, a następnie na wojnie z bolszewikami. Pod Rawą Ruską dostał się do ukraińskiej niewoli, z której zbiegł.
15 września 1921 dowódca III/8 pp Leg. kapitan Leon Winiarski we wniosku na odznaczenie Orderem Virtuti Militari napisał:

Dnia 24 sierpnia 1920 w czasie walk 3 Dywizji Legionów pod Brześciem Litewskim III/8 pp Leg. przeprowadzał atak dwoma kolumnami na dworzec kolejowy Kamienica Wielka. Ppor. Targowski ówczesny adiutant baonu został wysłany przez dowódcę ze wsi Kamienica Wielka dla nawiązania łączności i przynaglenia do ataku prawej grupy, która zabłądziła w sąsiednich lasach. W przypuszczalnym miejscu odnalezienia tej grupy zastał grupy żołnierzy bolszewickich za i przed sobą, jednak nie tracąc zimnej krwi wpadł na nich wraz z towarzyszącym mu łącznikiem konnym i wezwał ich do poddania się. Bolszewicy w liczbie 14 próbowali zrazu uciekać do lasu, lecz zagnani przez ppor. Targowskiego poddali się wszyscy. Jeńców tych ppor.Targowski, omijając większe oddziały bolszewickie, doprowadził wszystkich do dowództwa III/8 pp Leg., dając tym czynem dowód wielkiej odwagi osobistej i przytomności umysłu.

Po zakończeniu działań wojennych kontynuował służbę w 8 pp Leg. w Lublinie. 3 maja 1922 został zweryfikowany w stopniu porucznika ze starszeństwem z 1 czerwca 1919 i 1644. lokatą w korpusie oficerów piechoty, a 3 maja 1926 mianowany kapitanem ze starszeństwem z 1 lipca 1925 i 268. lokatą w korpusie oficerów piechoty. W sierpniu 1929 został przeniesiony do dyspozycji dowódcy Okręgu Korpusu Nr II do prac Przysposobienia Wojskowego. Powierzono mu obowiązki komendanta Okręgu II Związku Strzeleckiego. 12 marca 1933 został mianowany majorem ze starszeństwem z 1 stycznia 1933 i 19. lokatą w korpusie oficerów piechoty. W czerwcu tego roku został przeniesiony do 8 pp Leg. w Lublinie na stanowisko dowódcy II batalionu. W listopadzie 1935 został przesunięty na stanowisko kwatermistrza, a później na stanowisko dowódcy I batalionu. W 1936 był oficerem rezerwy Związku Strzeleckiego w stopniu okręgowego. Na stopień podpułkownika został mianowany ze starszeństwem z 19 marca 1939 i 79. lokatą w korpusie oficerów piechoty. W kwietniu tego roku został przeniesiony do 82 pułku piechoty w Brześciu na stanowisko I zastępcy dowódcy pułku. Z uwagi na to, że pułk, po przeprowadzonej mobilizacji, znajdował się na terenie operacyjnym Armii „Łódź” objął dowództwo nad jego pozostałością w garnizonie Brześć.
W czasie kampanii wrześniowej dowodził improwizowanym 182 pułkiem piechoty, który wchodził w skład Dywizji Kobyń, przemianowanej później na 60 Dywizję Piechoty. Na jego czele walczył w bitwie pod Parczewem i bitwie pod Kockiem.
W 1940 w Szkocji był dowódcą 8 Batalionu Kadrowego Strzelców, a od 20 grudnia 1941 dowódcą 2. kompanii strzeleckiej I Oficerskiego Baonu Szkolnego. 8 stycznia 1942 został odkomenderowany do II Oficerskiego Baonu Szkolnego na stanowisko komendanta kursu dowódców baonów.
Po zakończeniu wojny pozostał na emigracji. 19 kwietnia 1967 otrzymał obywatelstwo brytyjskie. Był wówczas właścicielem pensjonatu „The Acre Guest House” w Largs.
20 marca 1934 był wdowcem, dzieci nie posiadał.

## Ordery i odznaczenia
- Krzyż Srebrny Orderu Wojskowego Virtuti Militari nr 4889[6]
- Krzyż Niepodległości – 9 listopada 1931 „za pracę w dziele odzyskania niepodległości”[28][29]
- Krzyż Walecznych czterokrotnie[30] (po raz 2, 3 i 4 „za udział w b. Legionach Polskich”[31][32])
- Złoty Krzyż Zasługi – 19 marca 1936 „za zasługi w służbie wojskowej”[33]
- Srebrny Krzyż Zasługi – 10 listopada 1928 „w uznaniu zasług położonych na polu pracy w poszczególnych działach wojskowości”[34][35]
- Medal Pamiątkowy za Wojnę 1918–1921[36]
- Medal Dziesięciolecia Odzyskanej Niepodległości[36]
- Krzyż Pamiątkowy 6 pułku piechoty Legionów Polskich[37]
- Odznaka Pamiątkowa Więźniów Ideowych[7]
- Srebrny Medal Waleczności 2. klasy[38]
- Brązowy Medal Waleczności[39]

## Publikacje
- Zarys historji wojennej 8-go pułku piechoty Legionów. Warszawa: Wojskowe Biuro Historyczne, 1928, seria: Zarys historii wojennej pułków polskich 1918–1920.